# Dobbeltagent
En dobbeltagent er en person der arbejder for to efterretningstjenester.
Der kan være tale om to forskellige former:
- En agent, der arbejder for to efterretningstjenester, hvor ingen af de to ved at agenten arbejder for den anden.
- En agent, der arbejder for en efterretningstjeneste og hverves af en anden, eller en agent der arbejder for en efterretningstjeneste og har held med at infiltrere en anden tjeneste.

Et eksempel på en fremtrædende dobbeltagent fra den kolde krig er den russiske KGB-officer Oleg Gordijevskij. 
Han havde arbejdet ved KGB's afdeling i København i 1966 og med mødet med Danmark begyndte han at have en mistro mod det sovjetiske styre.
I november 1973 forsøgte vestlige efterretningstjenester at gøre de første tilnærmelser til Gordijevskij, og den 19. januar 1975 mødtes han med en vestlig efterretningsmand i dennes lejlighed.
Dobbeltagentvirksomheden varede frem til 1985 hvor Gordijevskij flygtede til Vesten.
Afsløringen af Gordijevskij skyldtes øjensynligt delvis en anden dobbeltagent: Aldrich Ames
Amerikaneren Aldrich Ames arbejdede for CIA og med hjælp af penge blev han hvervet af KGB som dobbeltagent.
En anden amerikansk KGB-dobbeltagent var Robert Hanssen, der arbejdede for FBI.
Både Ames og Hanssen havde føringsofficeren Viktor Sjerasjin.